# La Laitière
Pour les articles homonymes, voir La Laitière (homonymie).
La Laitière (Het melkmeisje ou De melkmeid en néerlandais) est une peinture à l'huile sur toile de 45,5 × 41 cm, réalisée vers 1658 par Johannes Vermeer, dit « Vermeer de Delft », et exposée depuis 1908 au Rijksmuseum d'Amsterdam.
L'œuvre compte parmi les plus célèbres de Vermeer, et même de l'histoire de la peinture — son utilisation à des fins commerciales n'étant sûrement pas étrangère à sa grande popularité en France. Unique tableau de Vermeer prenant comme sujet principal une femme d'humble condition (il traitera le sujet féminin sous d'autres aspects, notamment avec La Jeune Fille à la perle), cette scène de genre suggère le calme et la tranquillité des travaux domestiques dans l'atmosphère saine et paisible d'une encoignure de pièce. Une douce clarté partage l'espace entre zones d'ombre et de lumière, et vient illuminer la nature morte de la table du premier plan, notamment le pain dans la corbeille, constellé de petites touches lumineuses. La laitière aux formes généreuses s'absorbe dans son activité nourricière en regardant, tout comme le spectateur, le mince  filet de lait qui coule de sa cruche dans un plat, image instantanée fixée dans l'éternité par le pinceau du peintre.
Nul ne peut savoir réellement ce que pense la femme, et la fascination que ce tableau exerce pourrait tenir au fait qu'il résiste justement aux discours savants, pour demeurer ouvert à un investissement personnel de la part du spectateur. Comme le fait remarquer Ernst Gombrich dans son Histoire de l'Art :

« Il est assez malaisé d'expliquer pourquoi ces images si simples et si modestes comptent parmi les plus grands chefs-d'œuvre de toute la peinture. Il est de fait qu'on a devant ces tableaux la sensation de quelque chose de miraculeux. [...] Bien qu'on ne puisse guère prétendre [les] expliquer, [...] ils nous font voir d'un œil neuf la beauté tranquille d'une scène familière »

— Ernst Hans Gombrich, Histoire de l'Art, p. 433.

## Description, technique et composition

### La femme au milieu de la toile

#### Ses habits
Une femme, représentée au milieu de la toile, est en habit de servante. En bras de chemise, elle incarne le travail domestique, la confection d'un plat à base de lait, dans lequel elle s'absorbe.
Elle porte une coiffe blanche rejetée en arrière, qui lui couvre les cheveux. Son buste est enserré dans un corsage jaune chamois fermement attaché au milieu de sa poitrine, ce qui souligne la robustesse de sa corpulence. Les coutures de ce corsage, rouges, restent assez grossières. Elle a enfilé des morsmouwen, pièces de cuir amovibles destinées à protéger l'avant-bras des manches de la chemise, peintes dans un brun rehaussé de bleu     donnant des nuances verdâtres, et dans un bleu plus franc pour les doublures.
Elle porte, un large tablier bleu outremer, noué à la taille, qu'elle a relevé en partie vers sa droite. Celui-ci protège sa robe rouge, dont la lourdeur des plis verticaux suggère une étoffe grossière, sûrement de laine.
Coiffe blanche, corsage jaune, tablier bleu, robe rouge : les habits jouent sur une palette où les couleurs primaires sont mises à l'honneur.

#### Cadrage et point de fuite
La laitière est mise en valeur, classiquement, par sa position au centre de la toile : l'attache de son corsage correspond à la verticale médiane du tableau, alors que les diagonales se coupent à l'intersection de la verticale matérialisée par cette attache et de l'horizontale du bord supérieur du tablier bleu.
Elle est représentée de trois-quarts. L'épaule droite légèrement relevée dans le geste qu'elle est en train d'effectuer, la tête penchée vers sa gauche, le visage et les yeux baissés, elle est tout entière à son ouvrage, concentrée sur le filet de lait qui coule de sa cruche. L'instant fixé sur la toile est comme suspendu, à la manière d'un instantané.
Les lignes de fuite, que marquent surtout les horizontales du quadrillage vitré de la fenêtre, se rejoignent en un point situé exactement à l'aplomb du filet de lait, au-dessus du poignet droit de la laitière. Les regards du spectateur et de la laitière fixent donc un même point, sans toutefois se croiser : la laitière ignore qu'elle est observée, et le spectateur a l'impression d'assister, comme par douce effraction, à l'intimité d'une scène que sa présence ne dérange aucunement.
Le tableau met également en œuvre un double dispositif de contre-plongée et de point de fuite surélevé, aux effets contradictoires, qui caractérise ce que Daniel Arasse nomme le « lieu Vermeer ». En effet, le point de fuite situe le regard idéal du spectateur dans la partie supérieure de la toile, ce qui a pour effet de légèrement monumentaliser le personnage pris ainsi en vue de dessous, en contre-plongée. Cependant, en plaçant l'horizon géométrique au-dessus du centre de la toile, Vermeer relève le sol, et rapproche visuellement le mur du fond de la pièce, créant un effet contraire de proximité. Le choix du cadrage rapproché, puisque la laitière, tout comme la table du premier plan sont coupées au-dessus des pieds — et semblent par conséquent se poser en avant de la toile —, conjugué au fait que le plafond de la pièce ne soit pas visible, accentuent encore plus cet effet d'intimité, et procure au spectateur une double impression d'inaccessibilité et de proximité à l'égard du personnage représenté.

#### Le visage de la laitière de Vermeer

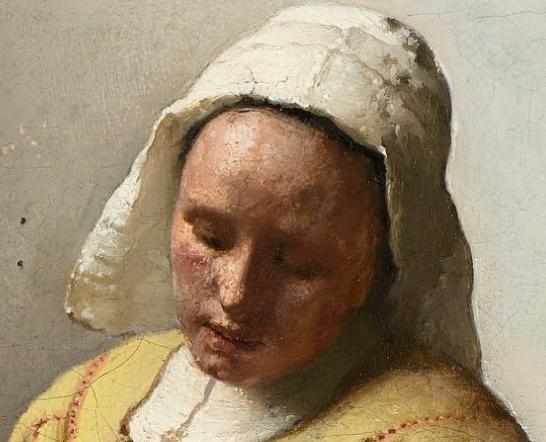
Détail du visage de la laitière

Arthur Wheelock a fait remarquer la vigueur avec laquelle Vermeer a modelé le visage de la femme, et qui s'oppose à la technique plus lisse, effaçant méticuleusement les coups de pinceaux, qu'il emploie pour ses portraits du milieu des années 1660 (par exemple, pour La Femme en bleu lisant une lettre, également au Rijksmuseum d'Amsterdam). Les couleurs sont audacieusement juxtaposées, presque sans mélange. Les touches d'ocre clair, de brun et brun rougeâtre, de gris verdâtre et de blanc, de même que les coups de brosse, sont nettement visibles, et donnent au détail du visage un relief quasi sculpté dans la matière.

#### Identification du modèle
Le modèle utilisé par Vermeer reste inidentifié. Pourtant, John Michael Montias veut y reconnaître Tanneke Erverpoel, la domestique qui fut, au début des années 1660, au service de Maria Thins, la belle-mère de Jan et la mère de Catharina et Willem. Ce fut elle qui eut le courage de s'interposer quand Willem violenta sa sœur, « enceinte au dernier degré ».

### Une nature morte au premier plan
L'angle inférieur gauche du cadre est occupé, au premier plan, par une table recouverte d'une nappe bleue, unie, sur laquelle reposent des pièces de vaisselle et des aliments traités en nature morte. La forme exacte de la table a longtemps intrigué, jusqu'à ce que le conservateur du Rijksmuseum Taco Dibbits révèle qu'il s'agit d'une table octogonale à rabats, pliée pour celui de gauche, et représentée selon un respect scrupuleux des règles de la perspective.

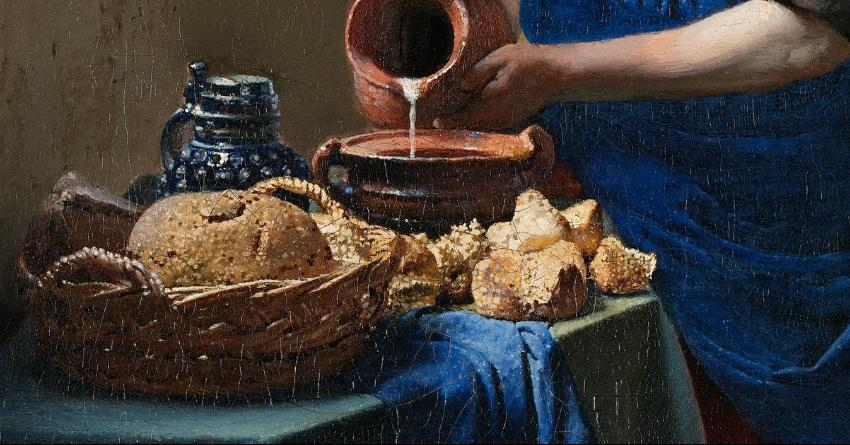
Détail de table du premier plan

Sur cette table se trouvent, au plus près de l'espace du spectateur, une corbeille d'osier tressé contenant une miche de pain ronde, entière, et derrière elle, à gauche, un morceau de pain noir découpé. Cette corbeille repose en partie sur une pièce d'étoffe bleue qui tombe sur la droite (et qui est coupée par la partie inférieure du cadre). Derrière cette étoffe et la corbeille, on remarque, de droite à gauche, plusieurs petits pains (dont deux boules, l'une sur l'autre, incisées sur le dessus d'une croix qui divise après cuisson la croûte en quatre pointes) et morceaux de pain, et un pot de faïence émaillé à couvercle, d'un bleu sombre rehaussé de touches blanches. Enfin, juste devant la laitière est posé un plat de grès circulaire à double anse, dans lequel le lait est transvasé, et qui était traditionnellement destiné à la cuisson au four.
Le lait coule de la cruche dans ce plat en un mince filet torsadé et translucide, suggérant la consistance crémeuse du liquide. La cruche ventrue, qui bascule dans l'axe du spectateur, offre une vision quasi frontale de la forme circulaire de son ouverture, dont les rebords présentent des traits et touches de blanc qui évoquent aussi bien le lait coulant du bec que la lumière qui s'y reflète.

### La pièce

#### Le mur du fond

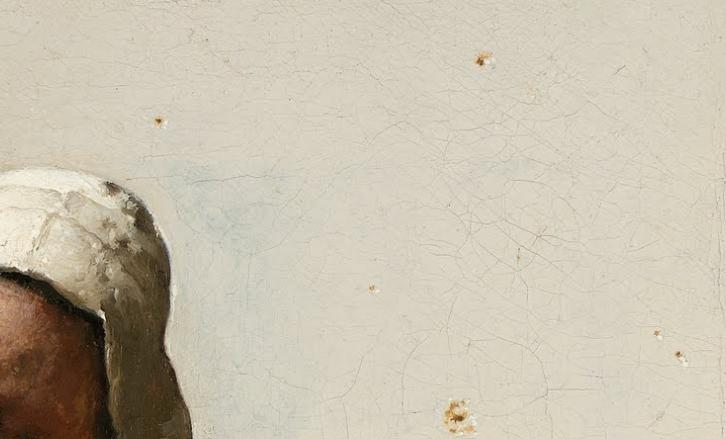
Détail des trous dans le mur du fond

Par contraste avec la table du premier plan, surchargée, jouant sur des effets de clair-obscur, le mur du fond, qui occupe la quasi-totalité de l'arrière-plan, est blanc, nu, et présente, selon une diagonale approximative tombant de la fenêtre, une ligne de partage entre ombre et lumière beaucoup plus atténuée. La silhouette de la laitière s'y détache clairement. À y bien regarder, cette surface n'est pas totalement uniforme : on distingue, çà et là, clous plantés, ou trous de clous arrachés révélant la brique rouge derrière le plâtre, comme autant de signes faisant le récit discret de l'histoire du lieu.
La radiographie de la toile a en outre révélé un repentir : Vermeer avait d'abord représenté, derrière la laitière, un large cadre, ou une carte géographique (à la manière de celle des Provinces-Unies que l'on voit dans L'Art de la peinture), ce qui se serait mal expliqué dans un milieu aussi humble.

#### Dans l'intimité d'un intérieur humble

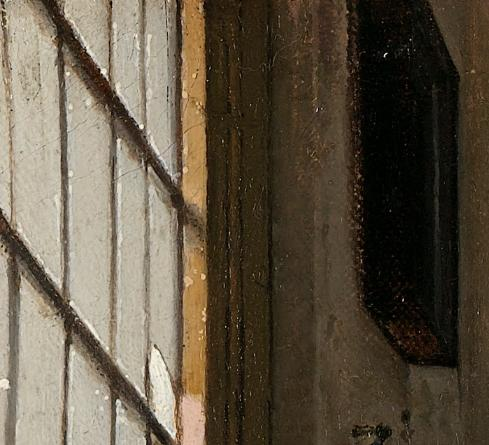
Détail du carreau brisé

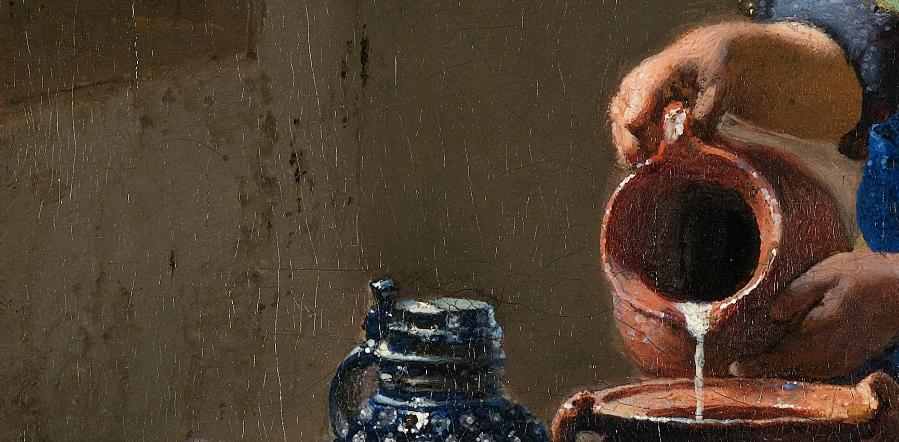
Détail de la cruche et du mur de gauche, rongé par l'humidité

L'espace représenté est relativement bouché. Ni l'habituel dallage en damier des intérieurs bourgeois, ni les solives du plafond — ici absentes — ne permettent d'estimer la profondeur de la pièce. La fenêtre aux simples carreaux rectangulaires translucides — qui s'opposent aux riches vitrages cerclés de plomb des autres toiles de Vermeer — ne situe la scène ni dans la saison de l'année, ni dans un espace géographique plus vaste, ce qui oblige donc le spectateur à se concentrer sur cet intérieur restreint. L'impression est renforcée par le choix du cadrage rapproché, qui coupe, non seulement les pieds de la table et de la servante dans la partie inférieure, mais aussi la fenêtre dans l'angle supérieur gauche, et un coin du cadre noir fixé au mur dans la partie supérieure de la toile, alors que la partie droite de la pièce reste invisible au spectateur.
Les détails de l'espace représenté contredisent en outre l'impression première de blancheur immaculée procurée par le mur du fond. Car la fenêtre présente un carreau cassé, et le mur en dessous de celle-ci est rongé de traces brunes d'humidité. Ceci, conjugué aux éraflures laissées par les trous de clous au mur, voire à la baguette de bois traînant au sol devant la chaufferette (en a-t-elle été arrachée ?) suggère l'humilité du milieu dans lequel évolue la laitière — ou de l'espace qui lui est assigné par ses maîtres.

#### Miroir, huche et seau

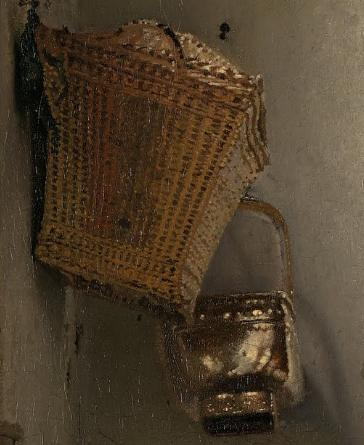
Détail de la panière et du seau dans l'encoignure

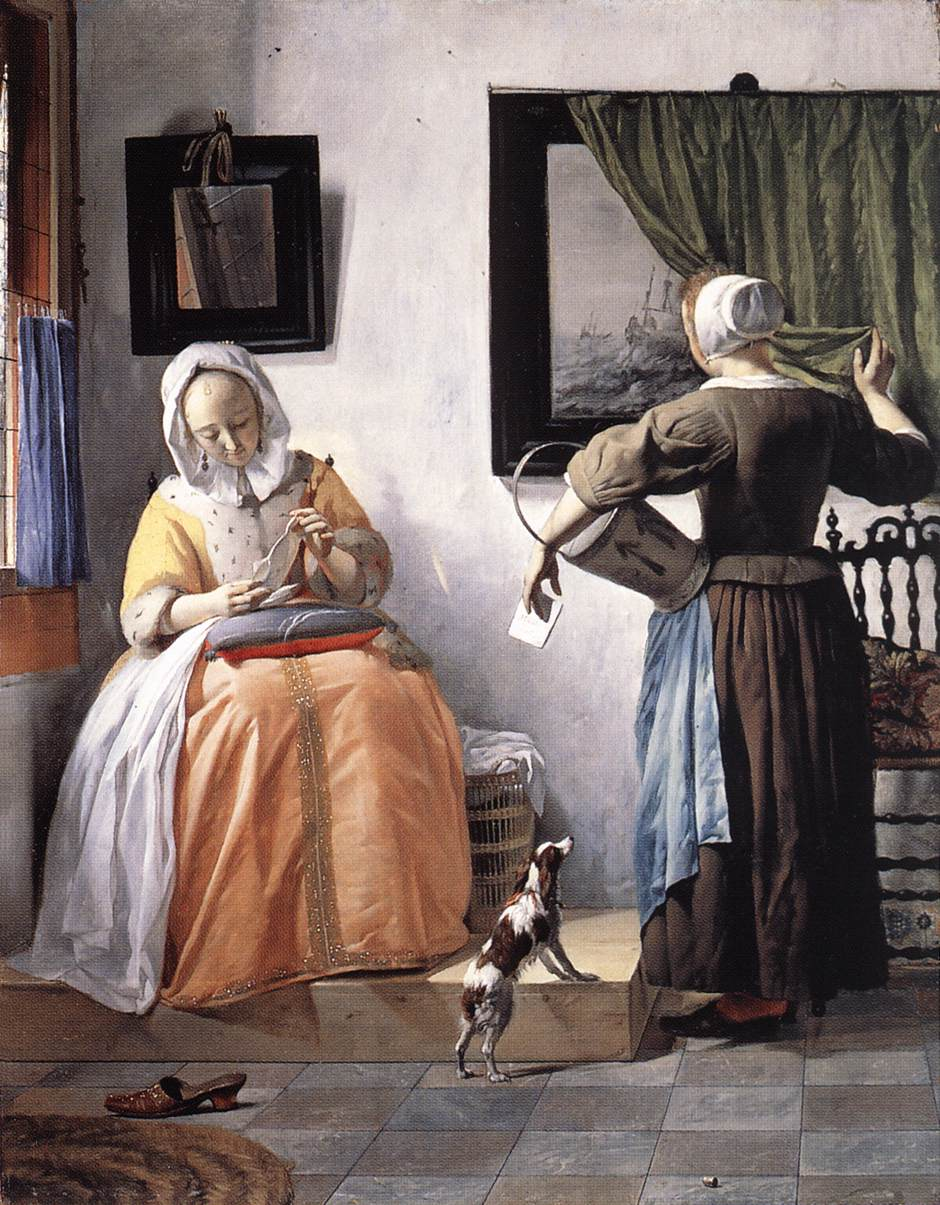
Servante portant un marktemmer, Gabriel Metsu, Femme lisant une lettre, v.1662-1665, National Gallery of Ireland, Dublin

Entre la fenêtre et l'encoignure de la pièce est fixé, par deux clous plantés dans le mur, un panier d'osier tressé à base carrée (en forme de pyramide inversée tronquée), avec couvercle, vraisemblablement une huche à pain. Juste au-dessus de lui, et en partie coupé par le haut du tableau, un cadre de bois noir, représenté en raccourci, laisse à peine entrevoir une surface réfléchissante matérialisée par un mince filet de peinture plus claire, et qui représente peut-être un miroir. Sa position en hauteur étonne toutefois, dans la mesure où il est situé bien au-dessus de la taille de la femme. Il reflète le côté droit de la pièce, que le cadre ne dévoile pas, mais, parallèle à l'axe de vision du spectateur, il ne donne à celui-ci aucune information supplémentaire sur le hors-champ.
Sur le mur du fond, suspendu à un autre clou, se trouve un seau, de laiton ou de cuivre, à la bande supérieure ouvragée. Son anse est en partie masquée par la panière. Le métal accroche la lumière en des reflets jaune clair, représentés par des touches de peinture nettement visibles, qui figurent la brillance d'une surface dépolie. Ce genre de seau, appelé marktemmer, et destiné aux courses, se retrouve, dans des modèles plus simples cependant, entre les mains des servantes de retour du marché, dans les scènes de genre flamandes.
Les trois surfaces, osier, laiton, miroir dans un cadre de bois noir, absorbent ou reflètent chacun de façon différente la lumière, en fonction de leur matière, mais aussi de l'angle d'incidence de la source lumineuse, dans des effets de variations virtuoses, sans pour autant être démonstratifs.

### Le sol: la chaufferette, la plinthe en faïence

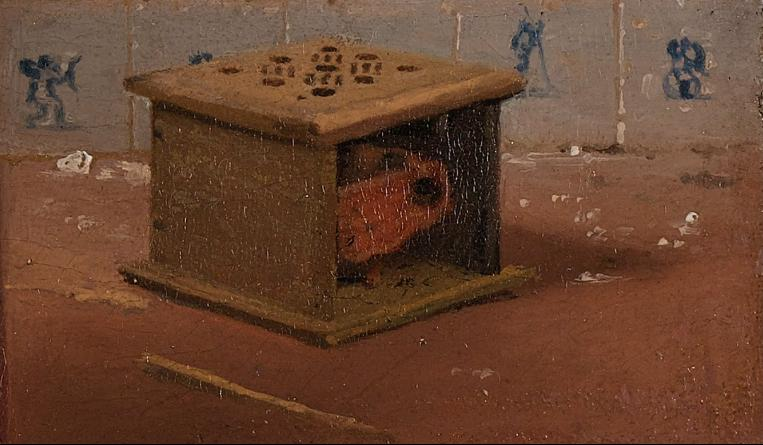
Détail de la chaufferette et de la plinthe

Le sol de la pièce n'est visible que dans un mince rectangle situé dans l'angle inférieur droit de la pièce. À la différence de l'élégant damier noir et blanc recouvrant les sols des intérieurs bourgeois, celui-ci est traité dans un brun rougeâtre uniforme, plancher pour les uns, tomettes de terre cuite pour les autres, et plus vraisemblablement encore, simplement fait de terre battue.

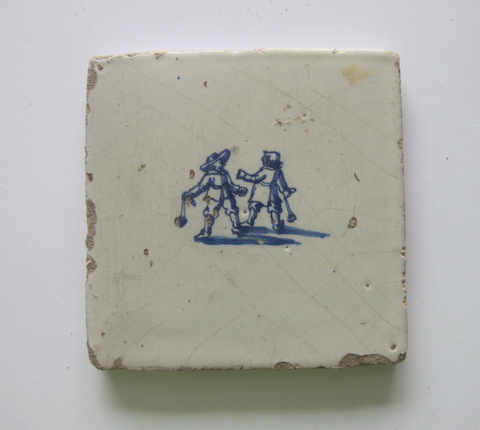
Carreau de faïence hollandaise

Une chaufferette, dont le couvercle supérieur est percé de neuf trous, est posée à terre. Par un côté ouvert, on distingue à l'intérieur de celle-ci une urne de terre cuite, rouge, à anse, destinée à recevoir les braises. Devant elle se trouve une baguette de bois, sur le sol. Un repentir a révélé qu'un panier de linge occupait d'abord cette place : son anse est d'ailleurs encore visible sur le mur blanc, juste au-dessus de la chaufferette.
La plinthe est composée de carreaux de faïence de Delft, blancs avec des motifs bleus humanisés. On a reconnu, entre la laitière et la chaufferette, un Cupidon tenant son arc à bout de bras. De l'autre côté de la chaufferette se trouve, vraisemblablement, un vagabond, avec sa hotte sur le dos et s'appuyant sur un bâton. Le motif du carreau le plus à droite n'est pas identifiable.

## Analyse
En montrant une servante au travail, dans un intérieur humble, le tableau appartient aux scènes de genre, un genre alors en vogue dans la Hollande du XVIe siècle. Cependant, la fascination qu'il exerce dépasse son caractère purement réaliste, sociologique. Selon Walter Liedtke, conservateur du département des peintures européennes du Metropolitan Museum of Art de New York, il serait en effet touché, notamment auprès du grand public, par un « effet Mona Lisa » : si l'on cherche habituellement à savoir pourquoi la Joconde sourit, on ne peut s'empêcher, à propos de La Laitière, de se demander : « À quoi pense-t-elle ?»
Mais à cette question, Vermeer ne donne pas de réponse explicite : à la différence de certains de ses contemporains qui composent leurs tableaux comme de véritables narrations que le spectateur peut aisément reconstituer à partir des éléments représentés, le « Sphinx de Delft » reste volontiers allusif, énigmatique, et rend finalement « indécidable la « lisibilité » de ce qui est visible ».

### Un modèle de vertu?

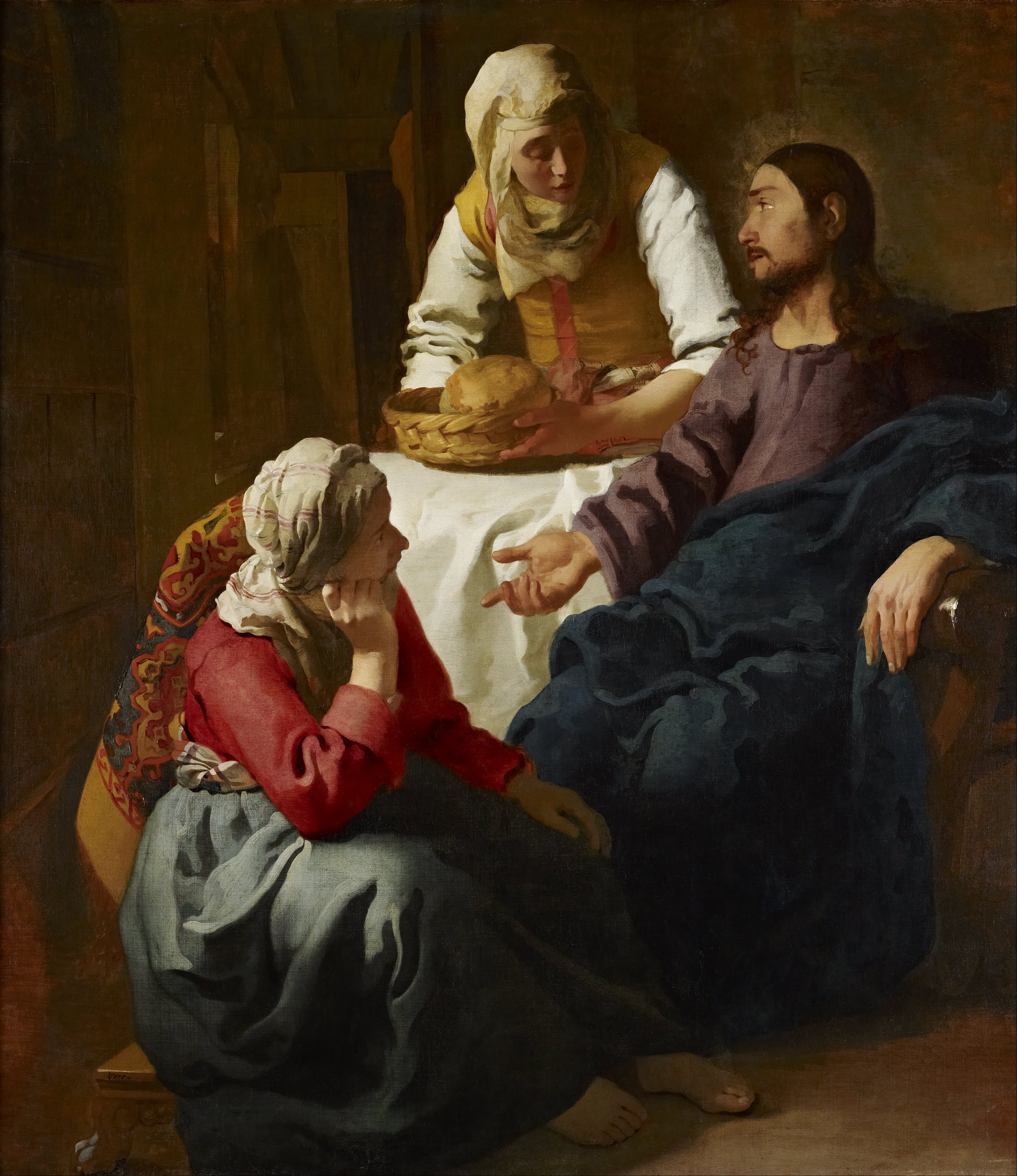
Le Christ dans la maison de Marthe et Marie, vers 1655, 160 × 142 cm, Édimbourg, National Gallery of Scotland

Pour certains critiques, La laitière présente au spectateur un modèle de vertu, incarnant le type de la « servante pieuse » louée dans les opuscules édifiants de l'époque. L'iconographie biblique est à ce titre abondante pour attribuer des connotations sacrées aux motifs du lait (par exemple, « lait pur de la parole », ou « premier élément des révélations de Dieu ») et du pain (Christ se qualifiant comme « pain de vie », ou allusion eucharistique, etc.). Mais c'est aussi le traitement si particulier de la lumière, associée à celle de « la Révélation », qui a fait infléchir le sens des œuvres de Vermeer vers une interprétation chrétienne, et plus particulièrement catholique : les taches lumineuses constellant le pain sur la table lui confèrent en effet une dimension quasi spirituelle, de même que le mince filet au blanc de plomb soulignant le contour droit de la silhouette de la laitière — inexplicable d'un point de vue réaliste — donne à celle-ci une « qualité légèrement rayonnante », comme une aura sacrée. En rapprochant La Laitière d'un des rares tableaux religieux de Vermeer, le Christ dans la maison de Marthe et Marie, la figure de la servante préparant le repas deviendrait même, sur le mode profane, « une version étendue, métaphysique » de Marthe la laborieuse, offrant à manger non plus au Christ, mais au spectateur devant la toile.
Par ailleurs, le carreau brisé laissant passer un filet de lumière, en haut à gauche du tableau de La Laitière, représenterait la « lumière céleste » selon certains historiens d'art. Cette représentation aurait été utilisée pour marquer le fait que même le peintre ne peut égaler l'harmonie divine. Cette image, pouvant être perçue comme une vanité, fut utilisée par d’autres artistes du Siècle d’or néerlandais.
Sans se rapporter à l'iconographie religieuse, cette scène du genre pourrait aussi faire l'éloge des valeurs de la classe des domestiques, de l'humilité et de l'assiduité au travail, par opposition à la classe des maîtres, plus souvent en proie à la tentation. En s'appuyant sur des gravures allégoriques de Lucas de Leyde et Hendrik Goltzius, on a pu y voir un éloge de la tempérance. Cette identification reste cependant douteuse dans la mesure où l'Allégorie de la Tempérance représente une femme coupant le vin avec de l'eau, et non confectionnant une sorte de porridge ou de pain perdu à partir de pain et de lait, comme c'est manifestement le cas dans le tableau de Vermeer.

### L'influence des «Kitchen Pieces»

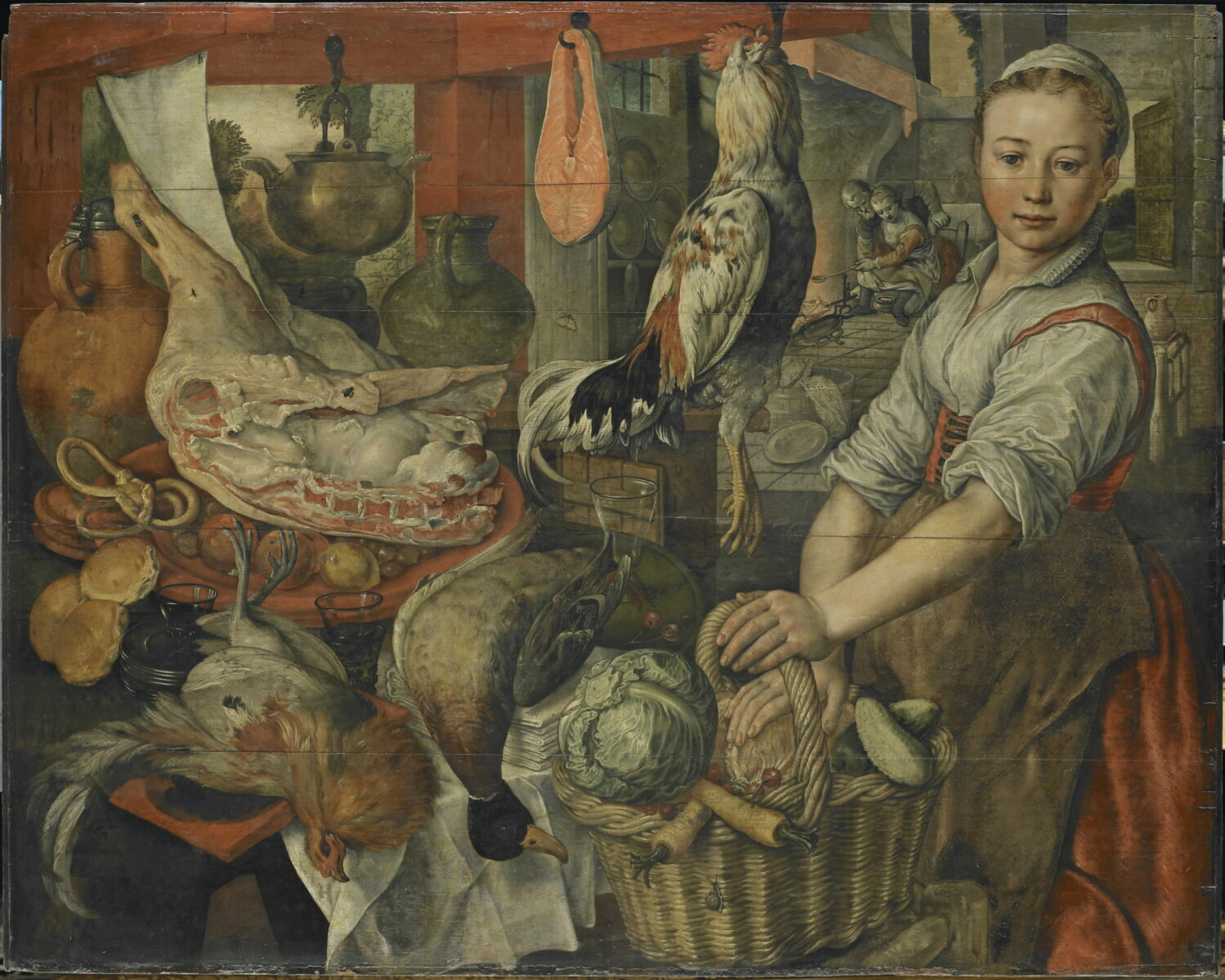
Joachim Bueckelaer, Intérieur de cuisine, 1566, 109 × 139 cm, Paris, Musée du Louvre

Seul tableau de Vermeer ayant comme sujet principal un personnage d'humble condition, La Laitière réactualise à sa façon les « Kitchen Pieces » (« compositions de cuisine »), en vogue dans la Hollande du XVIe siècle avec des peintres tels que Pieter Aertsen et Joachim Bueckelaer. Ces portraits de cuisinières évoluant au milieu d'une profusion de nourriture, à la sensualité souvent suggestive, comportaient volontiers une portée moralisatrice, dénonçant les excès en général, et ceux de la chair en particulier.

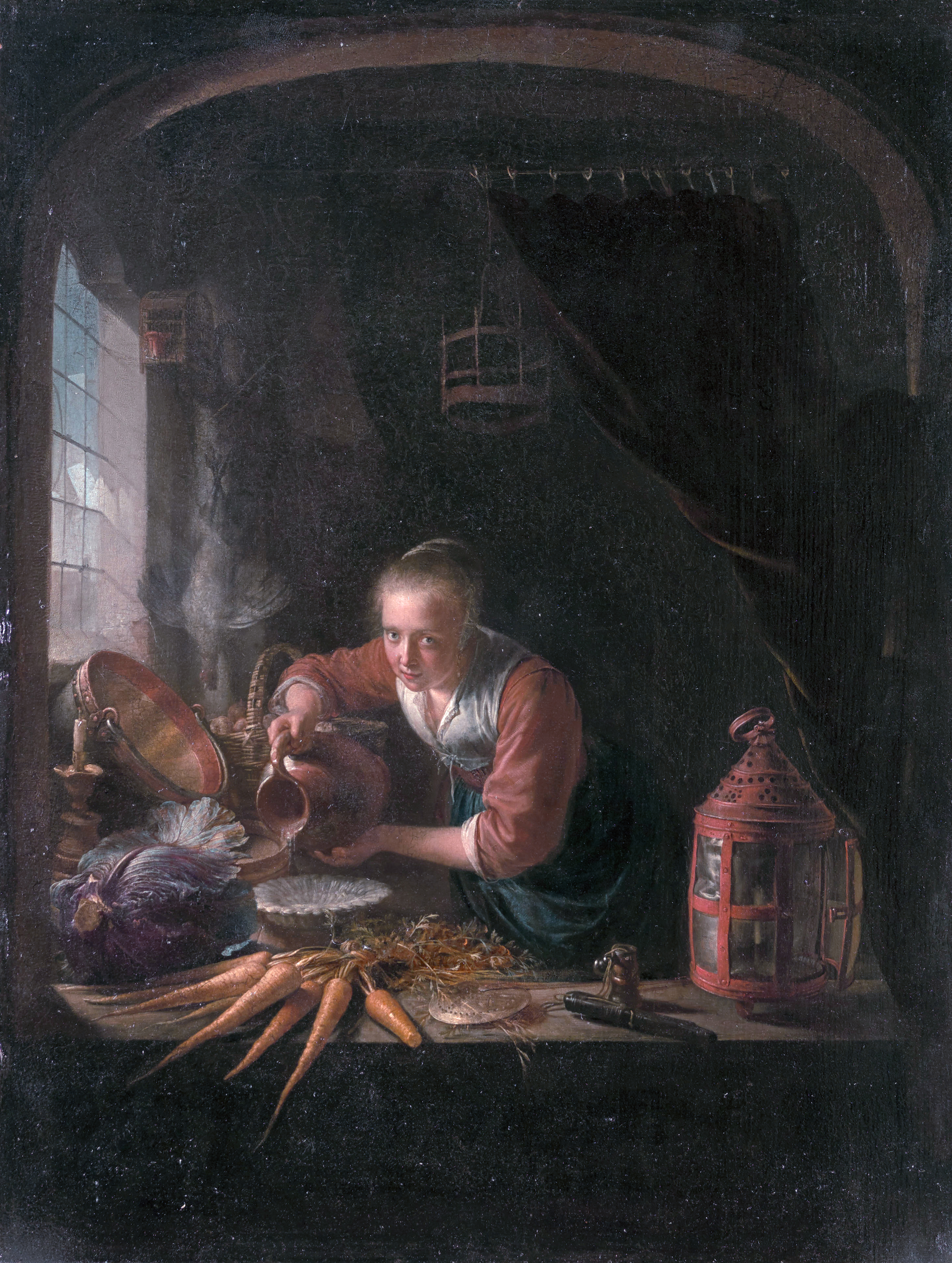
Gérard Dou, La Cuisinière hollandaise, vers 1635-40, huile sur bois, 36 × 27,4 cm, Paris, Musée du Louvre

Le genre était tombé en relative désuétude au milieu du XVIIe siècle, sans être complètement abandonné, comme en témoignent La Cuisinière de Gabriel Metsu (v. 1657-1667, huile sur toile, 40 × 33 cm, Musée Thyssen-Bornemisza, Madrid, et surtout La Cuisinière hollandaise de Gérard Dou (vers 1635-40, huile sur bois, 36 × 27,4 cm, Paris, Musée du Louvre), dont l'axe frontal de représentation de la cruche, et la position des mains de la servante rappellent fortement La Laitière.
Si Vermeer a pu s'inspirer de ce dernier tableau, force est de constater que les impressions suscitées par ces deux œuvres sont loin d'être identiques. La cuisinière de Gérard Dou, en effet, interpelle directement le spectateur en levant les yeux vers lui, et ce regard peut être interprété comme une invitation impudique à venir partager, non seulement le repas qu'elle prépare, mais aussi ses appas, à la différence de la laitière concentrée sur son ouvrage, les yeux baissés, ignorant ce qui l'entoure. Le cadrage choisi par Gérard Dou, qui place le spectateur de l'autre côté du plan de travail, établit une relation de proximité bien différente de l'impression contradictoire d'intimité et de distance respectueuse qu'impose le dispositif mis en œuvre par Vermeer. Et l'obscurité, la saleté et le désordre de l'intérieur de La Servante hollandaise sont plus explicites que les discrets indices — éraflures du mur du fond, carreau cassé de la fenêtre, traces d'humidité sous cette même fenêtre, voire baguette de la chaufferette cassée, au sol — venant perturber l'impression première d'ordre et de silence humble qui se dégage du lieu de la laitière.
On a fait remarquer que le titre que la postérité a attribué au tableau de Vermeer, La Laitière, et qui n'est pas le fait du peintre, rendait assez mal compte du sujet retenu, à la différence de la description qui en était faite lors de sa vente du 16 mai 1696 : « une servante versant du lait ». Car Vermeer ne peint pas à proprement parler une « laitière », mais bien une jeune servante qui s'applique, ponctuellement, à verser du lait pour confectionner un plat, et qui possède toute la fraîcheur et la sensualité — involontaires ? — d'une femme en âge d'être mariée. Cependant, la finesse des traits de la jeune fille que Gérard Dou a prise pour modèle évoque bien plus un jeu de séduction que les formes puissamment charnelles, et l'attitude apaisée de celle de Vermeer.

### Un «discret objet du désir»?

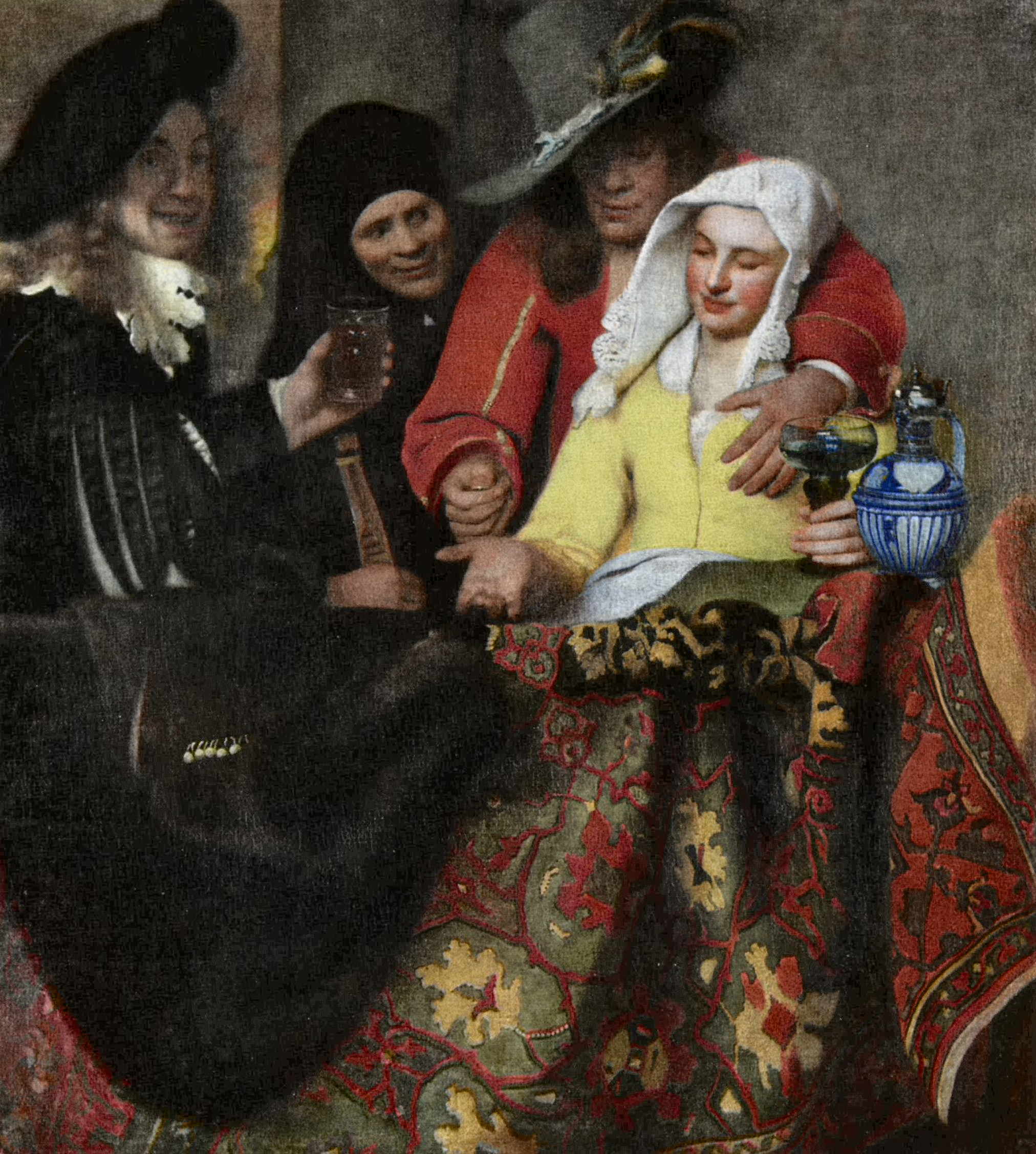
L'Entremetteuse, 1656, 143 × 130 cm, Dresde, Gemäldegalerie Alte Meister

À la suite des « Kitchen Pieces » et des peintures de genre hollandaises qui font des servantes, et notamment des cuisinières, des filles de petite vertu, une partie de la critique voit dans La Laitière un « discret objet du désir », dont la sensualité irradie l'œuvre pour s'adresser au spectateur masculin — en premier lieu Pieter van Ruijven, le commanditaire du tableau. Car se dégage une puissance fortement suggestive, voire troublante, de ces lèvres charnues, de la nudité de ces avant-bras à la blancheur révélée par la lumière, de ces formes généreuses, à la Rubens, mises en valeur par « le jaune citron [qui] enserre vigoureusement ses seins et ses hanches [sic], telle une main sans inhibition », à la manière du jeune galant en rouge empoignant fermement la courtisane en jaune dans L'Entremetteuse.
Les commentateurs érudits se sont donc échauffés sur le symbolisme érotique du carreau de gauche de la plinthe, représentant un Cupidon brandissant son arc, associé à la chaufferette posée juste devant lui. Cette dernière était en effet couramment associée au désir dans la mesure où elle réchauffait, non seulement les pieds, mais aussi les dessous féminins. Elle apparaît d'ailleurs dans le livre d'emblèmes Sinnepoppen de Roemer Visscher, paru en 1614, où, appelée « Mignon des dames » (en français dans le texte), elle est le symbole de l'ardeur des jeunes hommes courtisant leurs amantes. Quant à voir dans le geste de la servante qui « soutient son pichet avec un soin maternel » des « connotations incontestablement sexuelles », dans la cruche renversée une allusion métaphorique à l'anatomie féminine — comme dans La Servante hollandaise de Gérard Dou —, ou encore dans la vitre brisée de la fenêtre le symbole d'une virginité perdue, il n'y a qu'un pas que certains osent franchir — avec toutes les précautions d'usage cependant.
Les deux motifs de la plinthe ont également permis d'échafauder un ingénieux scénario qui viendrait rendre compte des sentiments de la laitière : celle-ci s'abîmerait dans une rêverie songeuse, le cœur rempli d'amour pour son mari absent, figuré le voyageur, visé par Cupidon. On pourrait aussi y voir un message moralisateur, prévenant la jeune femme des tentations amoureuses, que le vagabond désigne le mari absent ou un homme qu'elle rencontrera bientôt au hasard des routes. Les hypothèses sont donc fragiles, d'autant plus fragile que le dernier carreau est, de façon manifeste, volontairement peint de manière à rester illisible.
Le caractère polysémique des éléments représentés — en premier chef le lait et le pain —, et l'absence de clé explicite permettant de donner une clôture définitive au sens de l'œuvre doivent donc inciter à la prudence interprétative : « ce qui s'y donne à voir n'est pas le secret d'une nature observée, mais bien un mystère intérieur au tableau lui-même, et à la visibilité de ses figures. » Et c'est peut-être là ce qui rend La Laitière aussi fascinante.

### Lumière

#### Le peintre de la lumière
La célébrité de Vermeer, notamment depuis la redécouverte de l'ensemble de son œuvre au milieu du XIXe siècle, tient pour une bonne part à son traitement original, délicat et mesuré, de la lumière, et qui s'oppose aux violents effets de clair-obscur de l'autre grand maître du XVIIe siècle, Rembrandt.

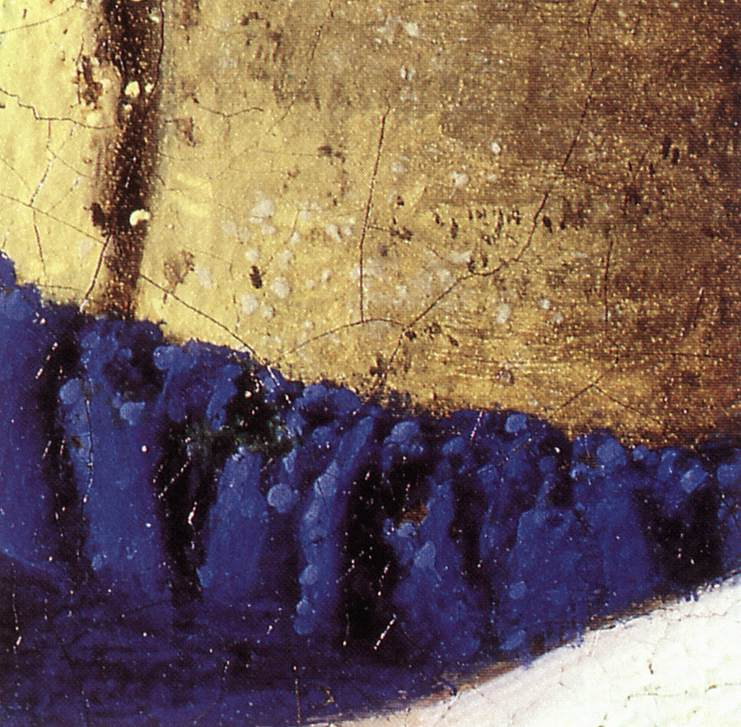
« Pointillés » jaunes et bleus sur un détail des habits

Dans La Laitière, la source lumineuse provient de la fenêtre à gauche — en hors-champ — et vient frapper d'une vive clarté la coiffe blanche, le front et une aile du nez, ainsi que le corsage jaune de la laitière, de même que la droite du mur du fond. La partie gauche du mur du fond, et le mur de gauche, sont quant à elles rejetées dans une ombre légère. L'ensemble paraît peint avec une précision aussi minutieuse que saisissante, comme en témoignent aussi bien les ombres projetées sur le mur blanc, du seau de laiton ou, détail infime, du clou planté juste au-dessus de la laitière, que l'attention portée aux variations lumineuses, avec cette tache plus claire qui passe par la vitre cassée pour frapper le montant de la fenêtre. Arthur Wheelock cependant relève un certain nombre de manipulations de la part de Vermeer : outre le trait de blanc qui souligne le contour droit de la laitière, il fait aussi remarquer que le côté dans la lumière de la laitière se détache sur l'ombre du mur, alors que son côté dans l'ombre, de façon illogique, est présenté sur la zone la plus lumineuse du fond — selon des motivations plus expressives que réalistes.
Vermeer impressionne également par sa virtuosité — jamais démonstrative — à rendre les textures et les matières : surface métallique du seau de laiton, ou vernie du cruchon bleu et du plat destiné au four posés sur la table, texture crémeuse du lait qui coule de la cruche en un filet translucide, osier de la panière, pain, étoffes froissées, ou grossière, coton, cuir ou laine, arête du nez ou bras dénudé, etc., chaque élément est peint selon ses propriétés à refléter, ou au contraire, à absorber la lumière.
Mais La Laitière est surtout réputée pour illustrer de façon spectaculaire un aspect tout particulier de la technique de Vermeer, qui figure sur les objets des halos lumineux par une juxtaposition de petits points de peinture. Ceci se remarque sur les vêtements — avec les minuscules gouttes dorées sur la fermeture du corsage jaune, ou celles bleu clair sur le tissu froncé à la taille du tablier —, mais surtout sur la nature morte du premier plan, et, en premier chef, sur le pain, comme « scintillant de lumière », et baigné d'une spectaculaire aura, quasi-surnaturelle.

#### Un usage personnel de lacamera obscura

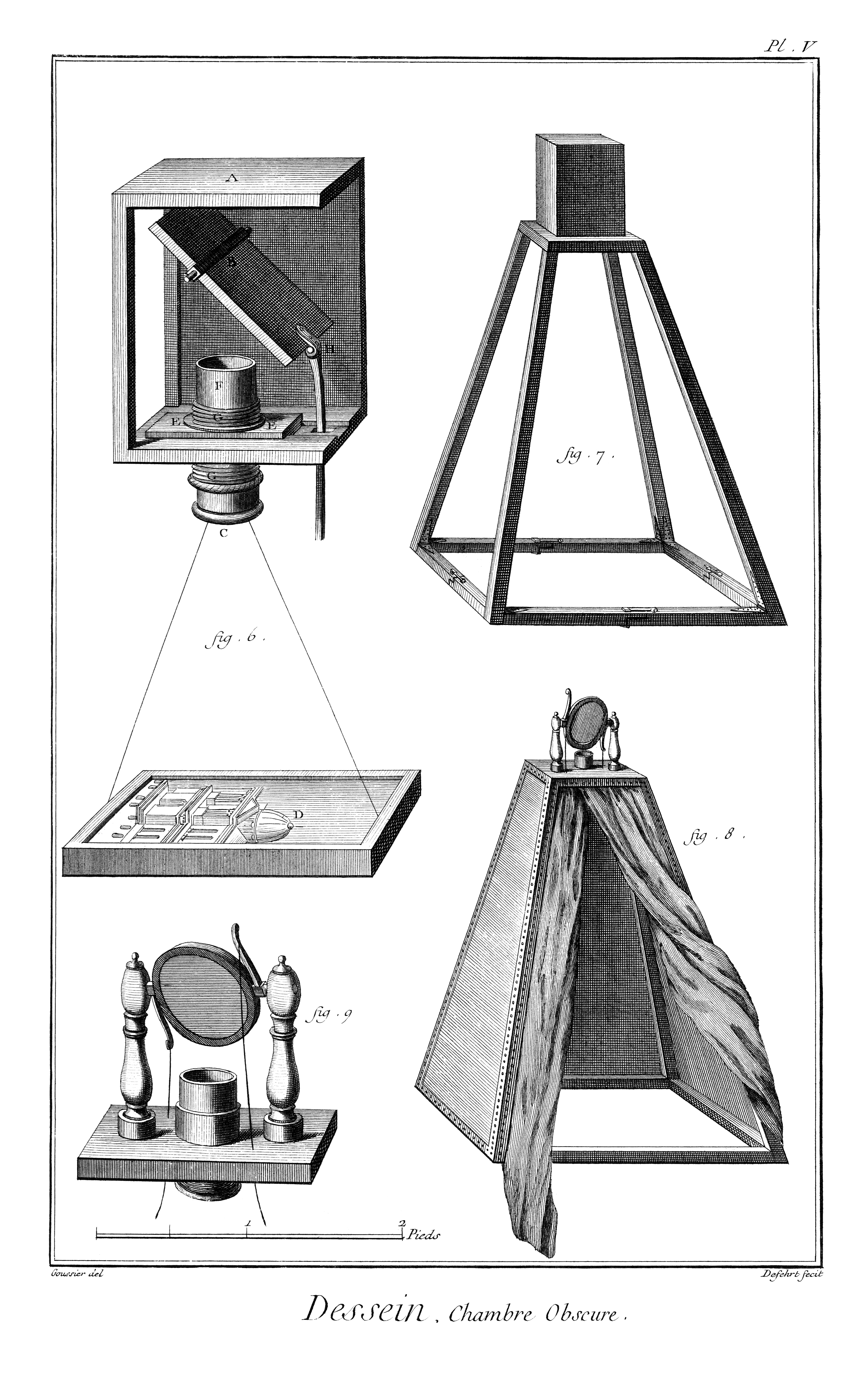
Planche illustrant la « Camera obscura » dans L'Encyclopédie de Diderot

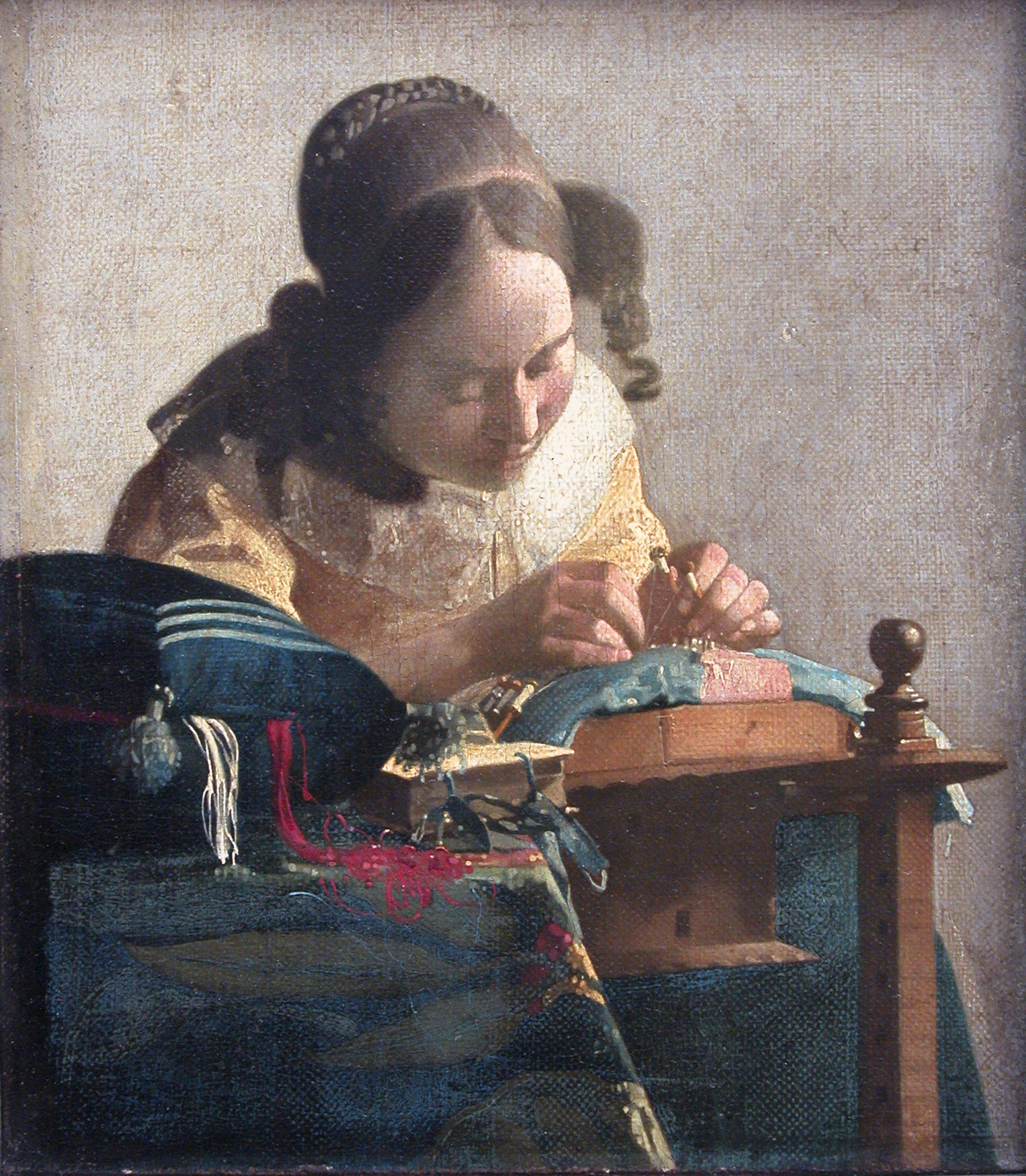
La Dentellière, vers 1664, 24 × 21 cm, Musée du Louvre

Pour expliquer ce « pointillisme », l'idée a été avancée que Vermeer utilisait une camera obscura, un instrument d'optique bien connu des peintres, mais, dans le cas de Vermeer, mal réglée, de façon à créer des « cercles de confusion » lumineux sur les objets frappés par la lumière. Si l'usage de la camera obscura par Vermeer est aujourd'hui largement reconnu, l'idée d'une simple reproduction d'un effet visuel, obtenu à l'aide d'un accessoire scientifique, a été contestée. En effet, ces cercles de confusion n'existent que sur des surfaces réfléchissantes, métalliques ou mouillées, non sur des surfaces absorbantes telles que la croûte d'un pain. Il faut donc y voir, moins le résultat positif d'une observation, qu'un effet subjectif du peintre.
Car la technique de Vermeer permet d'opposer la nature morte du premier plan, représentée selon un effet figurant le flou, et le filet de lait, peint au contraire avec toute la finesse possible, le « point focal » de l'œuvre, au sens photographique du terme, vers lequel convergent tous les regards, du peintre, de la laitière et du spectateur du tableau. Ce même effet entre zones de flou au premier plan, et zone de netteté où se situe le centre d'attention du regard du personnage mis en scène est nettement visible dans La Dentellière, et met en relief la minutie et la finesse avec laquelle les deux fils tirés par la dentellière sont peints par Vermeer, mais aussi sont traités par la jeune femme penchée sur son ouvrage.

#### Une cartographie de la lumière
Par cette « irradiation de lumière », Vermeer propose donc une autre forme de connaissance, propre à la peinture, et qui renvoie moins aux qualités intrinsèques, intérieures, des objets et des êtres qu'il représente, qu'à leurs propriétés picturales, de couleur, de texture, de réflexion lumineuse. Pour Daniel Arasse, la substitution de la carte de géographie par un simple mur blanc, pure « surface de peinture » où se reflète uniquement la lumière, dépasse les motivations d'ordre réaliste ou sociologique. Car la représentation lisible du monde extérieur, la carte de géographie, laisse en effet la place à une autre « cartographie », celle du visible propre à la peinture, la « carte nue de l'incidence de la lumière ».
L'intériorité du personnage de La laitière, à jamais mystérieusement inaccessible, serait donc à chercher, non pas dans un secours extérieur — selon des interprétations savantes, iconographiques —, mais bel et bien dans le « voir » que délivre le tableau, « savoir » qui n'appartient qu'au peintre.

## Historique de l'œuvre

### Une célébrité jamais démentie
Son premier acquéreur fut Pieter van Ruijven, un riche commerçant de Delft et mécène de Vermeer, avec qui il entretenait d'étroites relations de collaboration. Au fil des héritages, il entre en possession de l'imprimeur Jacob Abrahamsz. Dissius. À la mort de celui-ci en 1695, quarante tableaux, dont les vingt et un Vermeer autrefois acquis par van Ruijven, sont vendus aux enchères. Sur le catalogue de la vente de l'Hospice des vieillards qui se tient à Amsterdam le 16 mai 1696, La Laitière figure sous le numéro 2, et est donné comme « extrêmement bien fait ». Les enchères atteignent la somme importante de 175 florins, ce qui constitue la deuxième meilleure vente pour un tableau de Vermeer, après la Vue de Delft (lot no 31) adjugée à 200 florins, et la première pour un portrait.
Par la suite, et quand bien même le reste de la production de Vermeer tombe dans un oubli relatif, La Laitière demeure réputée comme un chef-d'œuvre incontestable parmi les amateurs d'art, comme en témoigne le commentaire suivant, qui l'accompagne lors de la vente Jacob van Hoeck à Amsterdam, le 12 avril 1719 (no 20) : « La célèbre laitière de Vermeer de Delft, habile ». Et le tableau est suffisamment remarquable pour que le peintre et critique anglais, Sir Joshua Reynolds, le mentionne (« Une femme transvasant du lait d'un récipient à l'autre ») dans la collection Jan Jacob de Bruijn (« The Cabinet of M. Le Brun »), attribué à « D. Vandermeere », lors de son voyage effectué dans les Flandres et en Hollande en 1781.
Lors de la vente Henrick Muilman, qui se tient à Amsterdam le 12 avril 1813, le tableau figure sous le no 96, avec le commentaire suivant : « C'est d'une couleur vigoureuse, d'une facture hardie, et le meilleur de ce maître ». Le marchand d'art Jer. van Vries l'achète alors pour le compte de Lucretia Johanna van Winter, qui possédait déjà, depuis l'héritage de son père en 1807, La Ruelle. Après le mariage de celle-ci, les deux tableaux entreront dans la collection de Hendrik Six van Hillegom, et resteront dans la famille Six jusqu'en 1907. Dans leur Histoire de la peinture flamande, depuis le XVIIe siècle publiée en 1816, Roeland van Eynden et Adriaan van der Willigen (en) décrivent, à l'article « Vermeer », le peintre en ces termes : « On pourrait également appeler Johannes Vermeer le Titien de l'école hollandaise des peintres contemporains. Deux de ses tableaux les plus célèbres en sont la preuve. Le premier est la fameuse Laitière, autrefois dans la collection restreinte, mais choisie avec soin de feu Jan Jacob de Bruijn [...], aujourd'hui dans la célèbre collection de feu M. van Winter, à Amsterdam. »
Quand, en 1866, le journaliste et historien d'art français, Théophile Thoré publie (sous le pseudonyme de William Bürger) trois articles dans la Gazette des beaux-arts pour faire redécouvrir à ses compatriotes l'œuvre de celui qu'il nomme le « Sphinx de Delft », il accorde une attention toute particulière à La Laitière, qui l'avait déjà ébloui en 1848, avec La Ruelle, dans la collection particulière de M. Six van Hillegom.

### La controverse lors de l'acquisition du tableau par le Rijksmuseum en 1908

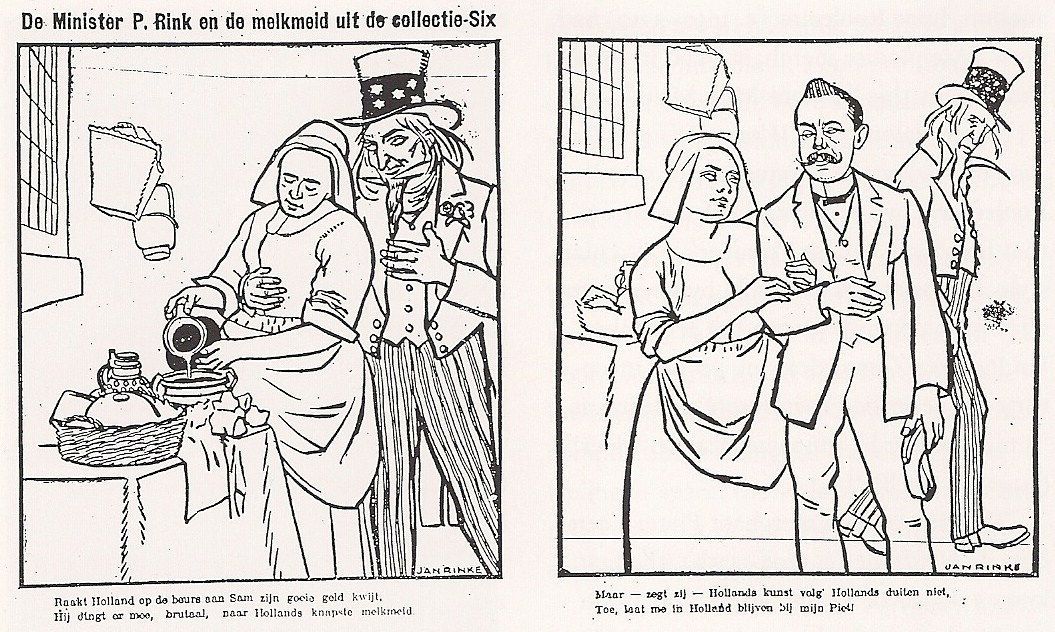
Caricatures de Jan Rinke, intitulées « De Minister P. Rink en de melkmeid uit de collectie-Six » (« Le Ministre P. Rink et la Laitière de la Collection Six »), publiées le 9 novembre 1907, dans le quotidien néerlandais Het Vaderland (La Patrie)

Après la mort du collectionneur Pieter Hendrik Six van Vromade (1827-1905), les trente-neuf tableaux de sa succession mis en vente sont achetés par la « Société Rembrandt », association œuvrant pour le mécénat en faveur des musées néerlandais. Mais celle-ci ne peut réunir qu'un peu plus du quart de la somme requise de 751 500 florins — ce qui a permis d'évaluer La Laitière à un montant compris entre 400 000 et 500 000 florins — et doit confier à l'État le soin de payer le reste. L'affaire est portée à l'attention du public par l'historien d'art Frits Lugt, qui publie une brochure posant la question suivante : L'Achat d'une partie de la collection Six par l'État doit-il être recommandé ? Il y remet en cause la valeur de plusieurs œuvres, dont La Laitière, doutant du fait que les trente-neuf tableaux aient également leur place au Rijksmuseum. Après de vifs débats dans la presse, l'affaire est portée devant la seconde Chambre des États généraux, l'Assemblée nationale hollandaise. Le député et connaisseur d'art émérite Victor de Stuers réussit à convaincre la Chambre que les tableaux font partie intégrante du patrimoine national culturel des Pays-Bas, et doivent à ce titre être préservés, notamment des collectionneurs américains. La Laitière et les autres toiles sont par conséquent acquises pour trouver en 1908 leur place au Rijksmuseum d'Amsterdam, où elles sont encore actuellement exposés. La Laitière est désormais « sans doute le tableau le plus connu de Vermeer, vraie icône de la culture des Pays-Bas », et chef-d’œuvre de la peinture mondiale.

### L'exposition «Vermeer et les maîtres de la peinture de genre» au Louvre en 2017
À l'occasion de l'exposition « Vermeer et les maîtres de la peinture de genre », La Laitière est exposée, aux côtés de La Cuisinière hollandaise de Gerard Dou, au musée du Louvre à Paris du 22 février au 22 mai 2017, et sert d'illustration à la couverture du catalogue.

## Fortune de l'œuvre

### La Laitièredans la littérature

#### LeJournaldes frères Goncourt
À la suite de Thoré-Burger, l'œuvre de Vermeer est redécouverte, notamment par Jules et Edmond de Goncourt, qui, dans leur Journal, mettent l'accent sur les talents de coloriste du peintre, sachant rendre les textures de la nature morte avec une sensualité qui le rapproche de Chardin :

« Un maître diantrement original que Van der Meer. On pourrait dire de sa Laitière, que c’est l’idéal cherché par Chardin. Même peinture laiteuse, même touche aux petits damiers de couleur fondus dans la masse, même égrenure beurrée, même empâtement rugueux sur les accessoires, même picotement de bleus, de rouges francs dans les chairs, même gris de perle dans les fonds. »

#### À l'ombre des jeunes filles en fleursde Marcel Proust
Si aucune allusion explicite n'est faite à La Laitière dans À la recherche du temps perdu de Marcel Proust, pourtant très marqué par la référence à Vermeer, une « belle fille » que rencontre le narrateur à Balbec, dans À l'ombre des jeunes filles en fleurs, d'abord de la voiture de Mme de Villeparisis, puis dans les couloirs du Grand Hôtel, et qui exerce précisément le métier de laitière, pourrait s'y référer :

« Une [belle fille] pourtant se trouva repasser sous mes yeux, dans des conditions telles que je crus que je pourrais la connaître comme je voudrais. C'était une laitière qui vint d'une ferme apporter un supplément de crème à l'hôtel. Je pensai qu'elle m'avait aussi reconnu et elle me regardait, en effet, avec une attention qui n'était peut-être causée que par l'étonnement que lui causait la mienne. [...] Je me disais que ces rencontres me faisaient trouver encore plus beau un monde qui fait ainsi croître sur toutes les routes campagnardes des fleurs à la fois singulières et communes, trésors fugitifs de la journée, aubaines de la promenade, dont les circonstances contingentes qui ne se reproduiraient peut-être pas toujours m'avaient seules empêché de profiter, et qui donnent un goût nouveau à la vie. »

#### La Jeune fille à la perlede Tracy Chevalier
Dans le roman publié en 2000, La Jeune Fille à la perle, qui raconte l'histoire d'une jeune servante employée par Vermeer et qui s'éprend de celui-ci, Tracy Chevalier imagine — à la suite de l'étude de John Michael Montias — que la femme du tableau est Tanneke, une autre servante du peintre et de sa femme, et qui est très flattée de l'honneur que lui fait son maître en la choisissant pour modèle.

### Réutilisation à des fins publicitaires
La marque La Laitière est apparue sur le marché en France en 1973 pour la sortie du premier yaourt nature au lait entier en pot de verre, commercialisé par Chambourcy, filiale du groupe Nestlé. Le nom de la marque, qui figurait sur le catalogue du groupe Nestlé, remonte aux années 1870. Elle désignait, essentiellement sous son équivalent anglais Milkmaid, une marque de lait concentré de l'Anglo-Swiss Condensed Milk Co., qui disparut progressivement à partir de 1905, lors de son rachat par Nestlé.
La promotion de la nouvelle marque est confiée à l'agence de publicité Effivente, qui porte son choix sur le tableau de Vermeer : « Quoi de mieux que cette femme nourricière versant du lait, symbole de chaleur et de générosité ». La Laitière apparaît alors, associée au yaourt, lors d'une campagne d'affichage et d'abribus, et, animée, dans un spot publicitaire télévisé diffusé en 1974, s'achevant sur le slogan suivant : « La Laitière, un chef-d'œuvre de Chambourcy ». Depuis 1979, l'œuvre figure également sur l'étiquette du pot de verre comme un argument d'authenticité, de tradition et de savoir-faire.
Pour des raisons de stratégie internationale, la marque Chambourcy a définitivement disparu des emballages en 1996 au profit de Nestlé. Le tableau de Vermeer reste néanmoins toujours associé aux produits La Laitière, dont la gamme s'est diversifiée depuis 1989 (yaourt aromatisés, crèmes desserts, gâteaux de riz, flans pâtissiers, glaces...). Depuis 2006, la marque fait partie de la coentreprise entre les groupes Nestlé et Lactalis, Lactalis Nestlé Produits Frais.

#### Monographies consacrées à Vermeer
- Gilles Aillaud, John Michael Montias et Albert Blankert, Vermeer, Paris, Hazan, 1986, 230 p. (ISBN 2-85025-165-8)
- (en) John Michael Montias, Vermeer and His Milieu : A Web of Social History, Princeton (New Jersey), Princeton University Press, 1989, 472 p. (ISBN 978-0-691-04051-6, lire en ligne)
- Daniel Arasse, L'Ambition de Vermeer, Paris, Adam Biro, 1993, réédition 2001, 232 p. (ISBN 978-2-87660-321-9 et 2-87660-321-7)
- Norbert Schneider, Vermeer 1632-1675 : Ou les sentiments dissimulés, Cologne, Taschen, 2005, 232 p. (ISBN 3-8228-4656-2)
- Michael Taylor (trad. de l'anglais), Les Mensonges de Vermeer : l'artiste, le collectionneur et la jeune fille en muse Clio, Paris, Adam Biro, 2010, 176 p. (ISBN 978-2-35119-064-7), p. 62-79 (chap. VI « Femme transvasant du lait d'un récipient à un autre »)
- Alfred Michiels, Histoire de la Peinture Flamande et Hollandaise : Volume 4, Wentworth Press, 2019, 502 p. (ISBN 978-0-3537-7051-5)

#### Catalogues d'exposition
- 1966 : Dans la lumière de Vermeer, Paris, Musée de l'Orangerie, 24 septembre - 28 novembre 1966
- Adriann E. Waiboer, Blaise Ducos et Arthur K. Wheelock, Vermeer et les maîtres de la peinture de genre : Paris, musée du Louvre, 22 février-22 mai 2017, Paris, Somogy, février 2017, 448 p. (ISBN 978-2-7572-1196-0), p. 352-361 (Blaise Ducos, « Sublimation »)

#### Articles consacrés à Vermeer et sa technique
- Albert Blankert, « Vermeer de Delft », Encyclopédie Universalis
- Sandra Deslandes, Les Stratégies visuelles chez Vermeer ou le paradoxe du spectateur, mémoire de recherche de l'université du Québec à Montréal, octobre 2013.

#### Articles consacrés àLa Laitière
- (en) Walter Liedtke, « Johannes Vermeer (1632–1675) and The Milkmaid », Heilbrunn Timeline of Art History. New York, The Metropolitan Museum of Art,‎ 2000, p. 238-253 (lire en ligne)
- Eric Bietry-Rivierre, « La Laitière de Vermeer à la loupe », Le Figaro, 20 février 2017